# Peftjauibaszt
Peftjauibaszt (uralkodói nevén Noferkaré) az ókori egyiptomi Hérakleopolisz Magna uralkodója volt a XXV. dinasztiával egyidőben.

## Élete
Valószínűleg III. Oszorkon és fia, III. Takelot társuralkodása alatt nevezték ki Hérakleopolisz Magna kormányzójává, i. e. 754-ben. Nem sokkal Oszorkon halála után Peftjauibaszt királlyá kiáltotta ki magát, uralkodói titulatúrát vett fel és emlékműveit trónra lépésétől kezdte datálni, amire i. e. 749 körül került sor. Lehetséges, hogy III. Takelot névleges hűségért cserébe engedélyezte neki ezt a lépést. Peftjauibaszt III. Takelot öccsének és örökösének, Rudamonnak a lányát, Irbasztudzsanefut vette feleségül, ezzel is a XXIII. dinasztia uralkodócsaládjához kötötte magát.
Két sztéléje ismert (Kairó, Egyiptomi Múzeum CG 45348; TN 11/9/21/4), mindkettő a 10. évéből, i. e. 740 környékéről, ami egyben legmagasabb ismert uralkodási éve (bár az, hogy szerepel Piye győzelmi sztéléjén, arra utal, ennél tovább uralkodott). A sztélék egy további feleségét is említik, Taseriteniszet királynét, valamint két lányát; egyikük, akinek neve nem maradt fenn, apja tizedik évében Ámon énekesnője lett, a másik, a töredékesen fennmaradt nevű […]hadua hercegnőt fiának, Pediamonnebneszuttauinak a TT38 sírban talált, ma Berlinben lévő koporsóján is említik. Peftjauibasztot Herisef isten aranyszobrocskáján is említik, amely Hérakleopoliszból került elő, valamint fennmaradt egy bronzszobra is, amely térdelve ábrázolja, és ma a Bostoni Szépművészeti Múzeumban található (katalógusszám 1977.16).
A núbiai Piye i. e. 729-es egyiptomi hadjárata idején Közép- és Alsó-Egyiptomban két rivális szövetség állt szemben egymással: Piye szövetségesei és vazallusai, valamint a XXIV. dinasztia fáraója, Tefnaht vezette koalíció. Mivel Peftjauibaszt a núbiai uralkodóhoz volt hű, Tefnaht csapatai megostromolták Hérakleopoliszt. Piye azonban már Alsó-Egyiptom felé tartott, és miután elfoglalta Hermopoliszt, sietett segíteni vazallusán, aki örömmel fogadta.

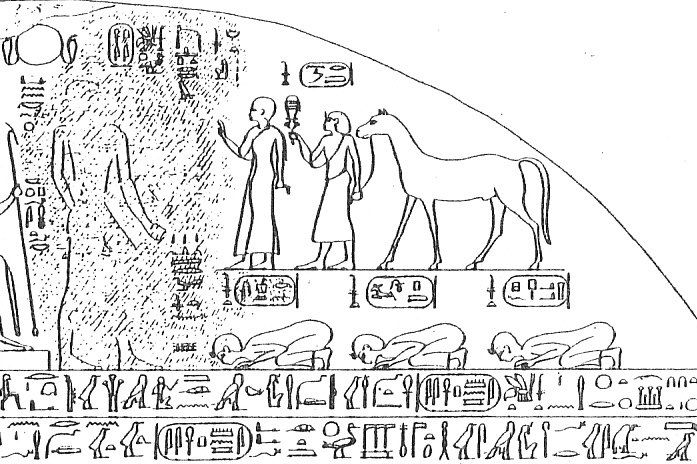
Piye győzelmi sztéléjének részlete: Peftjauibaszt a jobboldalt térdelő király

Peftjauibaszt megjelenik Piye győzelmi sztéléjén, melyet Dzsebel Barkalban találtak. Itt azon négy király egyikeként ábrázolják, akik behódoltak a núbiai uralkodónak, a másik három: a taniszi IV. Oszorkon, a leontopoliszi II. Juput és a hermopoliszi Nimlot.
Nem tudni, ki volt az utóda, mert a legközelebbi hérakleopoliszi kormányzó, akiről tudomásunk van, a XXVI. dinasztia uralmának elején, évtizedekkel Peftjauibaszt után élt Pediésze.

## Fordítás
- Ez a szócikk részben vagy egészben  a   Peftjauawybast című angol Wikipédia-szócikk ezen változatának fordításán alapul.  Az eredeti cikk szerkesztőit annak laptörténete sorolja fel. Ez a jelzés csupán a megfogalmazás eredetét és a szerzői jogokat jelzi, nem szolgál a cikkben szereplő információk forrásmegjelöléseként.